# Deutsche Kakteen-Gesellschaft
Deutsche Kakteen-Gesellschaft – stowarzyszenie założone 6 listopada 1892 w Berlinie, zrzeszające hodowców kaktusów i innych sukulentów. Pierwszym przewodniczącym towarzystwa był ówczesny kustosz ogrodu botanicznego w Berlinie-Dahlem, prof. dr Karl Moritz Schumann.
Obecnie do towarzystwa należy około 5600 członków. Wspólnie z Gesellschaft Österreichischer Kakteenfreunde i Schweizerische Kakteen-Gesellschaft wydaje miesięcznik „Zeitschrift Kakteen und andere Sukkulenten”.

## Przewodniczący DKG
- 1892–1904 Prof. Dr. Karl Moritz Schumann
- 1904–1904 Hugo Lindemuth
- 1904–1905 Karl Hirscht
- 1905–1910 Prof. Dr. Max Gürke
- 1910–1927 Dr. Friedrich Vaupel
- 1927–1934 Dr. Erich Werdermann
- 1934–1945 Bruno Dölz
- 1949–1952 Robert Gräser
- 1952–1955 Wilhelm Simon
- 1955–1965 Wilhelm Fricke
- 1965–1969 Helmut Gerdau
- 1970–1972 Manfred Fiedler
- 1973–1977 Kurt Petersen
- 1977–1985 Dr. Hans-Joachim Hilgert
- 1985–1991 Siegfried Janssen
- 1991–1995 Prof. Dr. Wilhelm Barthlott
- 1995–2000 Diedrich Supthut
- 2000–2008 Dr. Barbara Ditsch
- 2008–Andreas Hofacker